# Australische Frauen-Cricket-Nationalmannschaft
Die australische Frauen-Cricket-Nationalmannschaft (englisch Australian women’s cricket team, abgekürzt Australia Women oder Australia W) vertritt Australien als Frauen-Nationalmannschaft auf internationaler Ebene in der Sportart Cricket. Sie ist Vollmitglied im International Cricket Council (ICC) und damit berechtigt WTests gegen andere Vollmitglieder auszutragen. Das Team wird vom Verband Cricket Australia (CA) geleitet und bestritt im Jahr 1934 ihren ersten WTest.
Australien bestritt im Dezember 1934 gegen England den ersten WTest in der Geschichte des internationalen Cricket. Wie im Test Cricket der Männer sind das wichtigste Ereignis die Serien gegen England, bei der um die bekannteste Trophäe im internationalen Cricket, The Women’s Ashes, gespielt wird. Der Mannschaft gelang es in der Vergangenheit, sieben Cricket World Cups (1978, 1982, 1988, 1997, 2005, 2013 und 2022) und sechs Mal den T20 World Cup (2010, 2012, 2014, 2018, 2020 und 2023) zu gewinnen. Fünf ehemalige australische Spielerinnen wurden in die ICC Cricket Hall of Fame aufgenommen.

## Geschichte

### Ursprünge
Frauen spielten wahrscheinlich schon früh in Australien Straßen-Cricket. Ein informelles Spiel ist aus dem Jahr 1874 in Bendigo überliefert. Das erste offizielle Frauen-Cricketspiel fand 1874 in Sydney zwischen den Fernleas und den Siroccos statt und hatte 600 Zuschauer. Daraufhin bildeten sich mehrere Clubs für Frauen und australienweite Spiele wurden ausgetragen, das Interesse erfuhr jedoch zunächst ein Auf und Ab.

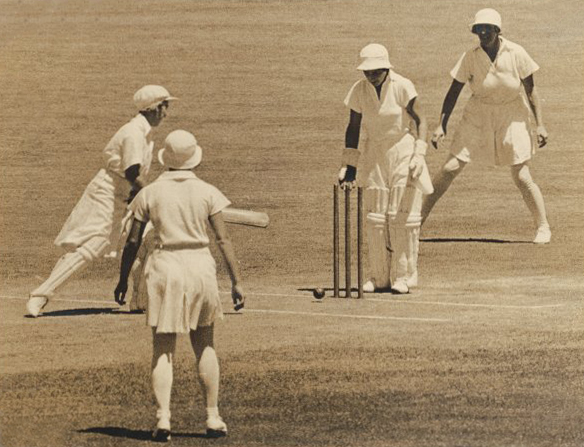
WTest Match im Jahr 1935 im Sydney Cricket Ground.

In den 1930er Jahren erlebte Frauen-Cricket dann einen Aufschwung in New South Wales und Victoria und so wurde im März 1931 der Australian Women’s Cricket Council gegründet, der sich für die Förderung des Sports, aber auch für das Organisieren von Touren einsetzen sollte. Drei Jahre später folgte die Einladung an die englische Mannschaft, die in der folgenden Saison nach Australien reiste. Der erste WTest fand im Brisbane Exhibition Ground statt und wurde gegen England mit neun Wickets verloren und die Serie endete mit 2–0 für die Engländerinnen. Erste Kapitänin war Margaret Peden. Zum Gegenbesuch reiste die australische Mannschaft im Jahr 1937. Die Spielerinnen mussten die Reise selbst finanzieren und es wurden 1936 zahlreiche Spiele zur Finanzierung der Tour abgehalten. Sie erreichten England im Mai 1937, spielten zahlreiche Spiele über das Land verteilt und konnten bei der 1–1 endenden Tour den ersten WTest gewinnen. Eine weitere Tour war für 1939/40 in Australien geplant, fand jedoch aufgrund des Krieges nicht mehr statt.

### Nach dem Zweiten Weltkrieg
Nach dem Krieg wurde zunächst ein WTest in Neuseeland im März 1948 ausgetragen, den man deutlich gewinnen konnte. Ein Jahr später kamen dann die Engländerinnen wieder nach Australien und dieses Mal konnte man unter Kapitänin Mollie Dive die WTest-Serie 1–0 gewinnen und so erstmals die Ashes für sich entscheiden. In den folgenden zwei Ausgaben (1951 und 1957/58) endeten die Ashes jeweils unentschieden und so behielt man die Trophäe. Erst 1963 verlor man unter Mary Allitt wieder in England mit 1–0. 
Im Sommer 1973 fand mit dem Women’s Cricket World Cup 1973 erstmals eine Weltmeisterschaft statt und Australien unterlag im Finale England mit 92 Runs. Die erste Tour in den West Indies fand 1976 statt, die ohne Sieg endete. Auch wurde in der Saison 1976/77 erstmals Indien empfangen, gegen die man den WTest gewinnen konnte. Die zweite Ausgabe des World Cups 1978 in Indien konnte man mit 8 Wickets im Finale gegen England erstmals gewinnen. Eine Leistung, die man beim Women’s Cricket World Cup 1982 wiederholen konnte. Unter Kapitänin Raelee Thompson konnte man dann erstmals seit 1963 mit dem Gewinn der WTest-Serie gegen England 1984/85 die Ashes gewinnen. Im Jahr 1988 bekam das Team erstmals mit Ann Mitchell einen Coach, womit die Professionalisierung begann. Unter Lyn Larsen konnte man dann beim Women’s Cricket World Cup 1988 den Titel zum dritten Mal in Folge gewinnen. Die Dominanz des Frauen-Crickets wurde nur kurzfristig 1993 unterbrochen, als man beim Women’s Cricket World Cup 1993 in der Vorrunde gegen England und Neuseeland verlor und so das Finale verpasste.

### Fortsetzende Dominanz und aufkommende Konkurrenz

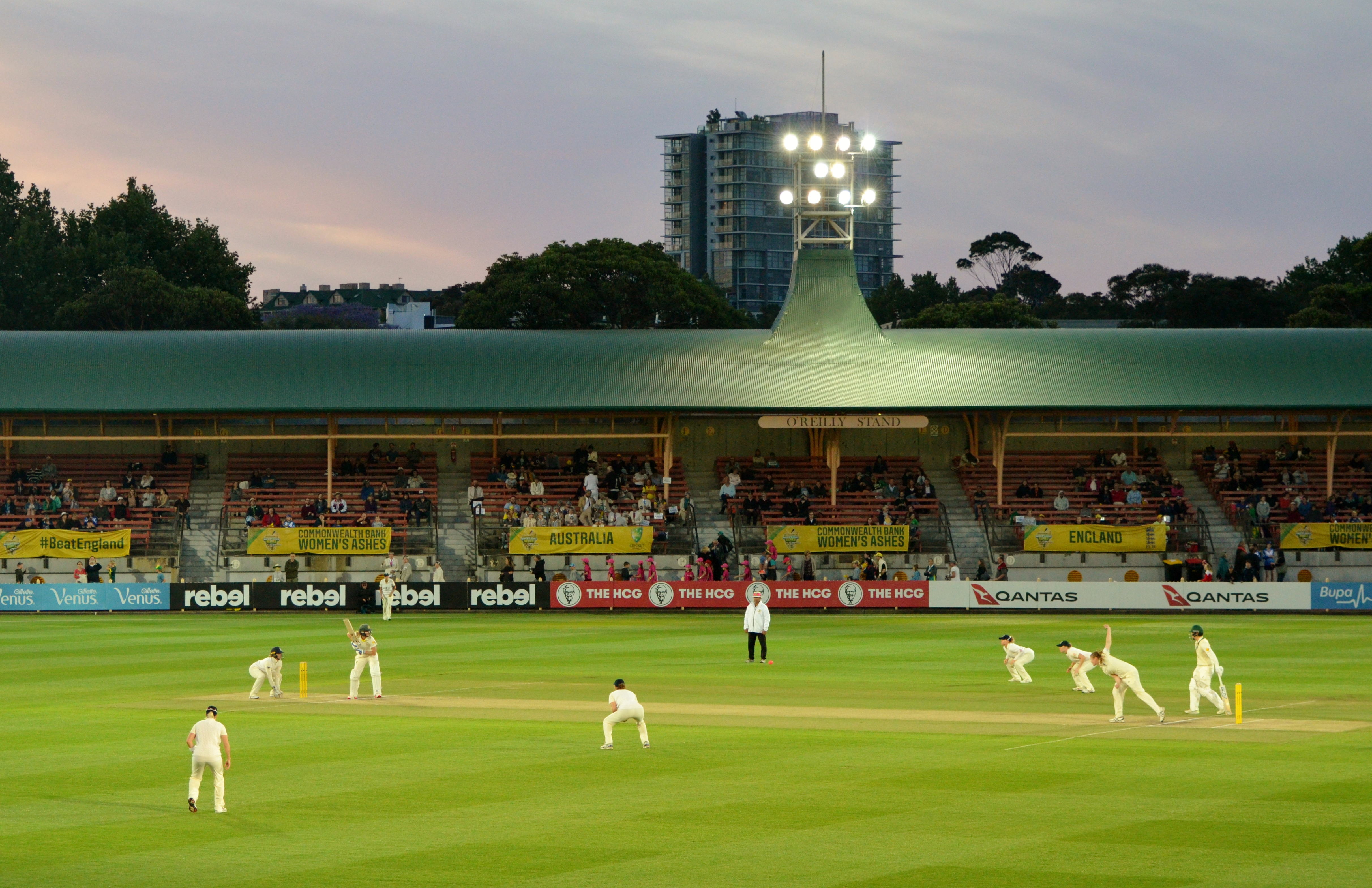
WTest zwischen Australien und England im Jahr 2017 im North Sydney Oval.

Unter Belinda Clark konnten sie dann die Dominanz fortsetzen. Den Women’s Cricket World Cup 1997 konnten sie im Finale gegen Neuseeland gewinnen und unterlagen gegen sie beim Women’s Cricket World Cup 2000 nur knapp im Finale. Auch gewannen sie den Women’s Cricket World Cup 2005. Doch im folgenden Sommer unterlagen sie erstmals bei der Tour in England bei den Ashes seit 1984/85. Auch die folgenden Ashes in Australien gingen verloren und auch im Sommer 2009 konnte man nach einem Unentschieden die Trophäe nicht wieder gewinnen. Auch beim Cricket World Cup in diesem Jahr wurde man nur Vierter und schied beim erstmals ausgetragenen ICC Women’s World Twenty20 2009 im Halbfinale aus. Seitdem konnten sie den World Twenty20 sechs Mal in sieben Ausgaben für sich entscheiden. Auch gewannen sie den Women’s Cricket World Cup 2013 und die Ashes konnten sie seit 2015 für sich entscheiden. Beim Women’s Cricket World Cup 2022 gelang ihnen dann der siebte Titel bei der WODI-Weltmeisterschaft.

## Organisation

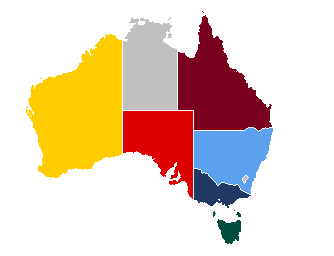
Karte der australischen Regionalverbände und deren Mannschaften

Cricket Australia (CA), bis 2003 Australian Cricket Board (ACB) ist verantwortlich für die Organisation des Cricket in Australien. Der Verband wurde 1905 als Australian Board of Control for International Cricket (ABCIC) gegründet und benannte sich 1973 in Australian Cricket Board um. Er ist nach australischem Recht als Kapitalgesellschaft, limited by guarantee, registriert. Am 15. Juni 1909 gründete der australische Verband zusammen mit England und Südafrika die Imperial Cricket Conference (heute International Cricket Council, ICC). Cricket Australia umfasst sechs Regionalverbände, die jeweils einen Bundesstaat bzw. Territorium repräsentieren.
Cricket Australia stellt die Australien vertretenden Cricket-Nationalmannschaften, einschließlich der für die Männer, Frauen und Jugend, zusammen. Er ist außerdem verantwortlich für die Durchführung von WTest-, WODI- und WTwenty20-Serien gegen andere Nationalmannschaften sowie die Organisation von Heimspielen und -turnieren. Neben der Aufstellung des Teams ist er verantwortlich für den Kartenverkauf, die Gewinnung von Sponsoren und der Vermarktung der Medienrechte.
Kinder und Jugendliche werden bereits in der Schule an den Cricketsport herangeführt und je nach Interesse und Talent beginnt dann die Ausbildung. Wie andere Cricketnationen verfügt Australien über eine U-19-Nationalmannschaft, die an der entsprechenden Weltmeisterschaft teilnimmt.

## Trikots
Bis 1997 trugen die Mannschaften im Frauen-Cricket anders als im Männer-Cricket Röcke anstatt Hosen. Seitdem ähneln die Trikots und Ausrüstungen sehr denen der Männer. Einen Unterschied gibt es jedoch im Wappen an der Kappe, dem sogenannten Baggy Green, die im Gegensatz zu der der Männer die Farben invertiert hat.

## Spielerinnen

### Bekannte Spielerinnen

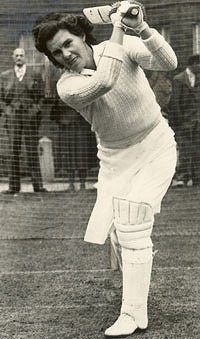
Betty Wilson (1951)

Fünf ehemalige australische Spielerinnen wurden aufgrund ihrer herausragenden Leistungen in die ICC Cricket Hall of Fame aufgenommen:
| Spielerin           | Position    | Aufnahme |
| ------------------- | ----------- | -------- |
| Belinda Clark       | Batter      | 2011     |
| Betty Wilson        | Batter      | 2015     |
| Karen Rolton        | Batter      | 2016     |
| Cathryn Fitzpatrick | Batter      | 2019     |
| Lisa Sthalekar      | All-rounder | 2020     |

### Spielerstatistiken
Insgesamt haben für Australien 184 Spielerinnen WTests, 150 Spielerinnen WODIs und 61 Spielerinnen WTwenty20s gespielt. Im Folgenden sind die Spielerinnen aufgeführt, die für die australische Mannschaft die meisten Runs und Wickets erzielt haben.

#### Runs
| WTest                 | WTest                 | WTest                 | WTest                 | WODI                  | WODI                  | WODI                  | WODI                  | WTwenty20             | WTwenty20             | WTwenty20             | WTwenty20             |
| Spielerin             | Zeitraum              | WTests                | Runs                  | Spielerin             | Zeitraum              | WODIs                 | Runs                  | Spielerin             | Zeitraum              | WTwenty20s            | Runs                  |
| --------------------- | --------------------- | --------------------- | --------------------- | --------------------- | --------------------- | --------------------- | --------------------- | --------------------- | --------------------- | --------------------- | --------------------- |
| Karen Rolton          | 1995–2009             | 14                    | 1.002                 | Belinda Clark         | 1991–2005             | 118                   | 4.844                 | Meg Lanning           | 2010–heute            | 132                   | 3.405                 |
| Ellyse Perry          | 2008–heute            | 14                    | 0930                  | Karen Rolton          | 1995–2009             | 141                   | 4.814                 | Beth Mooney           | 2016–heute            | 112                   | 3.381                 |
| Belinda Clark         | 1991–2005             | 15                    | 0919                  | Meg Lanning           | 2011–2023             | 103                   | 4.602                 | Alyssa Healy          | 2010–2024             | 162                   | 3.054                 |
| Betty Wilson          | 1948–1958             | 11                    | 0862                  | Ellyse Perry          | 2007–heute            | 155                   | 4.187                 | Ellyse Perry          | 2008–heute            | 168                   | 2.173                 |
| Denise Annetts        | 1987–1992             | 10                    | 0819                  | Alex Blackwell        | 2003–2017             | 144                   | 3.492                 | Ashleigh Gardner      | 2017–heute            | 096                   | 1.411                 |
| Stand: 9. August 2025 | Stand: 9. August 2025 | Stand: 9. August 2025 | Stand: 9. August 2025 | Stand: 9. August 2025 | Stand: 9. August 2025 | Stand: 9. August 2025 | Stand: 9. August 2025 | Stand: 9. August 2025 | Stand: 9. August 2025 | Stand: 9. August 2025 | Stand: 9. August 2025 |

#### Wickets
| WTest                 | WTest                 | WTest                 | WTest                 | WODI                  | WODI                  | WODI                  | WODI                  | WTwenty20             | WTwenty20             | WTwenty20             | WTwenty20             |
| Spielerin             | Zeitraum              | WTests                | Wickets               | Spielerin             | Zeitraum              | WODIs                 | Wickets               | Spielerin             | Zeitraum              | WTwenty20s            | Wickets               |
| --------------------- | --------------------- | --------------------- | --------------------- | --------------------- | --------------------- | --------------------- | --------------------- | --------------------- | --------------------- | --------------------- | --------------------- |
| Betty Wilson          | 1948–1958             | 11                    | 68                    | Cathryn Fitzpatrick   | 1993–2007             | 109                   | 158                   | Megan Schutt          | 2013–heute            | 123                   | 151                   |
| Cathryn Fitzpatrick   | 1991–2006             | 13                    | 60                    | Ellyse Perry          | 2007–heute            | 155                   | 166                   | Ellyse Perry          | 2008–heute            | 168                   | 126                   |
| Raelee Thompson       | 1972–1985             | 16                    | 57                    | Lisa Sthalekar        | 2001–2013             | 125                   | 146                   | Jess Jonassen         | 2012–2023             | 105                   | 096                   |
| Debbie Wilson         | 1984–1991             | 11                    | 48                    | Jess Jonassen         | 2012–2023             | 093                   | 141                   | Ashleigh Gardner      | 2017–heute            | 096                   | 078                   |
| Lyn Fullston          | 1984–1987             | 12                    | 41                    | Megan Schutt          | 2012–heute            | 099                   | 135                   | Georgia Wareham       | 2018–heute            | 069                   | 071                   |
| Stand: 9. August 2025 | Stand: 9. August 2025 | Stand: 9. August 2025 | Stand: 9. August 2025 | Stand: 9. August 2025 | Stand: 9. August 2025 | Stand: 9. August 2025 | Stand: 9. August 2025 | Stand: 9. August 2025 | Stand: 9. August 2025 | Stand: 9. August 2025 | Stand: 9. August 2025 |

### Mannschaftskapitäninnen
Bisher haben insgesamt 20 Spielerinnen als Kapitänin für Australien bei einem WTest fungiert, 19 für ein WODI und acht für ein WTwenty20.
| WTest | WTest             | WTest      | WODI               | WODI       | WTwenty20      | WTwenty20  |
| Nr.   | Name              | Zeitraum   | Name               | Zeitraum   | Name           | Zeitraum   |
| ----- | ----------------- | ---------- | ------------------ | ---------- | -------------- | ---------- |
| 1     | Margaret Pedon    | 1934–1937  | Miriam Knee        | 1973       | Belinda Clark  | 2005       |
| 2     | Mollie Dive       | 1947–1951  | Anne Gordon        | 1976       | Karen Rolton   | 2006–2009  |
| 3     | Una Paisley       | 1956–1958  | Margaret Jennings  | 1978       | Jodie Fields   | 2009–2013  |
| 4     | Muriel Picton     | 1960–1969  | Sharon Tredrea     | 1982–1988  | Alex Blackwell | 2010–2016  |
| 5     | Mary Allitt       | 1963       | Jill Kennare       | 1984       | Meg Lanning    | 2014–2023  |
| 6     | Miriam Knee       | 1971–1972  | Raelee Thompson    | 1985       | Rachael Haynes | 2017–2020  |
| 7     | Wendy Blundson    | 1974–1975  | Denise Emerson     | 1985       | Alyssa Healy   | 2022–2024  |
| 8     | Anne Gordon       | 1975–1976  | Lyn Larsen         | 1986–1993  | Tahlia McGrath | 2022–heute |
| 9     | Margaret Jennings | 1976–1977  | Karen Brown        | 1991       |                |            |
| 10    | Sharon Tredrea    | 1978–1985  | Christina Matthews | 1993       |                |            |
| 11    | Jill Kennare      | 1983–1984  | Belinda Clark      | 1994–2005  |                |            |
| 12    | Raelee Thompson   | 1984–1985  | Karen Rolton       | 2001–2009  |                |            |
| 13    | Lyn Larsen        | 1987–1992  | Lisa Sthalekar     | 2006       |                |            |
| 14    | Belinda Clark     | 1994–2005  | Alex Blackwell     | 2009–2012  |                |            |
| 15    | Karen Rolton      | 2005–2008  | Jodie Fields       | 2009–2013  |                |            |
| 16    | Jodie Fields      | 2009–2014  | Meg Lanning        | 2014–2025  |                |            |
| 17    | Alex Blackwell    | 2011       | Rachael Haynes     | 2017–2020  |                |            |
| 18    | Meg Lanning       | 2015–2022  | Tahlia McGrath     | 2023–2024  |                |            |
| 19    | Rachael Haynes    | 2017       | Alyssa Healy       | 2023–heute |                |            |
| 20    | Alyssa Healy      | 2023–heute |                    |            |                |            |

## Bilanz
Die Mannschaft hat die folgenden Bilanzen gegen die anderen Vollmitglieder des ICC im WTest-, WODI- und WTwenty20-Cricket (Stand: 9. August 2025).
| Gegner      | WTests | WTests | WTests | WTests | WTests | WODIs | WODIs | WODIs | WODIs | WODIs | WTwenty20s | WTwenty20s | WTwenty20s | WTwenty20s | WTwenty20s |
| Gegner      | Sp.    | S      | U      | N      | R      | Sp.   | S     | U     | N     | NR    | Sp.        | S          | U          | N          | NR         |
| ----------- | ------ | ------ | ------ | ------ | ------ | ----- | ----- | ----- | ----- | ----- | ---------- | ---------- | ---------- | ---------- | ---------- |
| Bangladesch | 0      | 0      | 0      | 0      | 0      | 4     | 4     | 0     | 0     | 0     | 5          | 5          | 0          | 0          | 0          |
| England     | 53     | 14     | 0      | 9      | 30     | 89    | 61    | 1     | 24    | 3     | 45         | 22         | 2          | 20         | 1          |
| Indien      | 11     | 4      | 0      | 1      | 6      | 56    | 46    | 0     | 10    | 0     | 35         | 26         | 1          | 7          | 1          |
| Irland      | 0      | 0      | 0      | 0      | 0      | 17    | 17    | 0     | 0     | 0     | 8          | 8          | 0          | 0          | 0          |
| Neuseeland  | 13     | 4      | 0      | 1      | 8      | 135   | 102   | 0     | 31    | 2     | 55         | 32         | 1          | 21         | 1          |
| Pakistan    | 0      | 0      | 0      | 0      | 0      | 16    | 16    | 0     | 0     | 0     | 16         | 14         | 0          | 0          | 2          |
| Sri Lanka   | 0      | 0      | 0      | 0      | 0      | 11    | 11    | 0     | 0     | 0     | 8          | 8          | 0          | 0          | 0          |
| Südafrika   | 1      | 1      | 0      | 0      | 0      | 18    | 16    | 1     | 1     | 0     | 11         | 9          | 0          | 2          | 0          |
| West Indies | 2      | 0      | 2      | 0      | 0      | 18    | 16    | 0     | 1     | 1     | 16         | 14         | 0          | 2          | 0          |

## Internationale Turniere

### Women’s Cricket World Cup
- 1973: 2. Platz
- 1978: Sieger
- 1982: Sieger
- 1988: Sieger
- 1993: 3. Platz
- 1997: Sieger
- 2000: 2. Platz
- 2005: Sieger
- 2009: 4. Platz
- 2013: Sieger
- 2017: Halbfinale
- 2022: Sieger
- 2025: qualifiziert
- 2029: noch ausstehend

### Women’s T20 World Cup
- 2009: Halbfinale
- 2010: Sieger
- 2012: Sieger
- 2014: Sieger
- 2016: 2. Platz
- 2018: Sieger
- 2020: Sieger
- 2023: Sieger
- 2024: Halbfinale
- 2026: qualifiziert
- 2028: noch ausstehend